# Petoa
Petoa est une municipalité du Honduras, située dans le département de Santa Bárbara. La municipalité comprend 14 villages et 81 hameaux. Elle a été fondée en 1889.

## Source de la traduction
- (en) Cet article est partiellement ou en totalité issu de l’article de Wikipédia en anglais intitulé « Petoa » (voir la liste des auteurs).